# فرانك إتش. لي
فرانك إتش. لي هو محامي وسياسي أمريكي، ولد في 29 مارس 1873 في دي سوتو في الولايات المتحدة، وتوفي في 20 نوفمبر 1952 في جوبلن في الولايات المتحدة. نشط حزبياً في الحزب الديمقراطي. وقد انتخب عضو مجلس نواب ولاية ميزوري ‏ وانتخب عضو مجلس النواب الأمريكي ‏.